# Марстон (Міссурі)
Марстон (англ. Marston) — місто (англ. city) в США, в окрузі Нью-Мадрид штату Міссурі. Населення — 397 осіб (2020).

## Географія
Марстон розташований за координатами 36°31′2″ пн. ш. 89°36′21″ зх. д. / 36.51722° пн. ш. 89.60583° зх. д. (36.517177, -89.605831).  За даними Бюро перепису населення США в 2010 році місто мало площу 2,86 км², з яких 2,86 км² — суходіл та 0,00 км² — водойми.

## Демографія
Згідно з переписом 2010 року, у місті мешкали 503 особи в 226 домогосподарствах у складі 137 родин. Густота населення становила 176 осіб/км².  Було 249 помешкань (87/км²).
Расовий склад населення:
| - 80,1 % — білих - 17,7 % — чорних або афроамериканців - 0,2 % — вихідців з тихоокеанських островів - 0,2 % — корінних американців |

До двох чи більше рас належало 1,8 %. Частка іспаномовних становила 0,4 % від усіх жителів.
За віковим діапазоном населення розподілялося таким чином: 22,3 % — особи молодші 18 років, 63,0 % — особи у віці 18—64 років, 14,7 % — особи у віці 65 років та старші. Медіана віку мешканця становила 42,1 року. На 100 осіб жіночої статі у місті припадало 87,0 чоловіків;  на 100 жінок у віці від 18 років та старших — 84,4 чоловіків також старших 18 років.
Середній дохід на одне домашнє господарство  становив 36 850 доларів США (медіана — 27 391), а середній дохід на одну сім'ю — 34 679 доларів (медіана — 27 679). Медіана доходів становила 45 865 доларів для чоловіків та 18 636 доларів для жінок. За межею бідності перебувало 28,5 % осіб, у тому числі 25,6 % дітей у віці до 18 років та 4,4 % осіб у віці 65 років та старших.
Цивільне працевлаштоване населення становило 149 осіб. Основні галузі зайнятості: виробництво — 28,2 %, науковці, спеціалісти, менеджери — 18,1 %, роздрібна торгівля — 16,1 %.